# 247 Evkrata
247 Evkrata (mednarodno ime 247 Eukrate) je asteroid v glavnem asteroidnem pasu. Kaže značilnosti dveh tipov steroidov (C in P).

## Odkritje
Asteroid je odkril nemški astronom Karl Theodor Robert Luther (1822 – 1900) 14. marca 1885 v Düsseldorfu . Poimenovan je po Evkrati, nereidi iz grške mitologije.

## Lastnosti
Asteroid Evkrata obkroži Sonce v 4,35 letih. Njegova tirnica ima izsrednost 0,244, nagnjena pa je za 0,235° proti ekliptiki. Njegov premer je 134,43 km, okoli svoje osi se zavrti v 12,10 h .